# Csákány, Somogy
Csákány  este un sat în districtul Marcal, județul Somogy, Ungaria, având o populație de 257 de locuitori (2011). 

## Demografie
Componența etnică a satului Csákány
     Maghiari (71,83%)
     Romi (15,02%)
     Germani (13,15%)
Componența confesională a satului Csákány
     Romano-catolici (42,41%)
     Fără religie (17,12%)
     Reformați (3,11%)
     Luterani (1,56%)
     Necunoscută (35,8%)
Conform recensământului din 2011, satul Csákány avea 257 de locuitori. Din punct de vedere etnic, majoritatea locuitorilor (71,83%) erau maghiari, existând și minorități de romi (15,02%) și germani (13,15%). Nu există o religie majoritară, locuitorii fiind romano-catolici (42,41%), persoane fără religie (17,12%), reformați (3,11%) și luterani (1,56%). Pentru 35,8% din locuitori nu este cunoscută apartenența confesională.